# 阿比让
阿比让（或譯阿必尚，法語：[abidʒɑ̃]）是象牙海岸最大的都市（港口）和经济首都，也是象牙海岸實際上的行政中心。1983年之前，阿比让一直是该国的首都，1983年后，法律上首都迁至亚穆苏克罗，但阿比让仍然是该国的政治和经济中心。1903年，作为铁路起点而兴建。
阿比尚市區坐落於大西洋畔埃布里耶潟湖（Ébrié）上的幾個島嶼及半島，相互之間以橋樑連結。而潟湖则通过1950年代修成的弗里迪运河与几内亚湾联通。這座城市充滿了對比：一方面氣候又濕又熱，交通擁擠又滿是小販；另一方面，阿比尚又有“西非小巴黎”之稱，這是得名於阿比尚的公園、寬廣的大道、大學、博物館等設施以及它充滿異國風味的情調。
科科迪（Cocody）是一個高級的住宅區，位於現代化的商業區之東。在小巴桑島（Petit-Bassam）的特雷什維爾（Treichville）則有忙碌的傳統市場。國家銀行公園位在城市的北邊。多個政府部門位於阿比尚。阿比尚是全國公路樞紐，也是向北伸入布吉納法索的阿比让—瓦加杜古铁路的南端終點站:21。
它是非洲著名的水上城市，拥有高达30余层的“象牙旅馆”，象牙市场闻名于世。它的阿比让费利克斯·乌弗埃-博瓦尼国际机场是法语非洲国家最大的机场，科特迪瓦航空总部就设于此，有定期航班飞往世界各地。 
2005年阿比尚約有人口400萬至500萬。

## 历史
阿比让原本为埃布里耶人居住的小村落，此外该地区还有阿提耶人，这两族都是阿坎族的分支。
法国殖民后，在附近几个村庄的基础上开始兴建城镇。1893年，法属象牙海岸殖民地成立，首府设在历史悠久的大巴萨姆，但因为黄热病爆发，1896年，特迪瓦殖民地首府迁移至阿比让。
1899年，殖民政府在阿比让建立深水港。1903年，阿比让成为城市，取代了同在埃布里耶潟湖畔的大巴萨姆成为了象牙海岸殖民地的主要港口和经济中心。同年，通往内陆的阿比让—瓦加杜古铁路开工建设，阿比让是该铁路的起点。随着铁路的铺设，该市的发展愈发兴盛。
1950年，弗里迪运河通航，自此阿比让与大西洋的几内亚湾能够通航。
1960年科特迪瓦独立后，阿比让成为该国首都。1983年，科特迪瓦的首都被时任总统费利克斯·乌弗埃-博瓦尼迁至亚穆苏克罗，但阿比让仍然是该国的经济、工业和文化中心。
2011年3月31日，支持象牙海岸前總理阿拉薩內·瓦塔拉的武裝部隊開始圍攻阿比讓。

## 地理
坐落在几内亚湾埃布里耶潟湖畔，由几个半岛和岛屿组成，彼此以桥梁连结。潟湖通过1950年代修成的弗里迪运河与几内亚湾联通。
2001年，阿比讓成為一個大區，阿比讓省是阿比讓區唯一的省。阿比讓區（District Autonome d'Abidjan）由 10 個市鎮（commune）與 4 個附縣（sub-prefectures）構成。習慣上，阿比讓區下的10個市鎮依其相對於埃布里耶潟湖的相對位置被分為北阿比讓與南阿比讓。

## 姐妹城市
- 天津（中国）
- 马赛（法国）
- 圣保罗（巴西）
- 圣弗朗西斯科（美国）
- 阿尔福维尔（法国）
- 库马西（加纳）